# Église Sainte-Croix de Molesme
L'église Sainte-Croix de Molesme est une église catholique située à Molesme dans le département de la Côte-d'Or, en France.

## Localisation
L'église Sainte-Croix est située dans la commune de Molesme (Côte-d'Or).

## Historique
Construite aux XIIe et XIIIe siècles comme église des convers en limite de clôture de l’abbaye Notre-Dame de Molesme, elle tient lieu l’abbatiale après l'incendie de celle-ci.

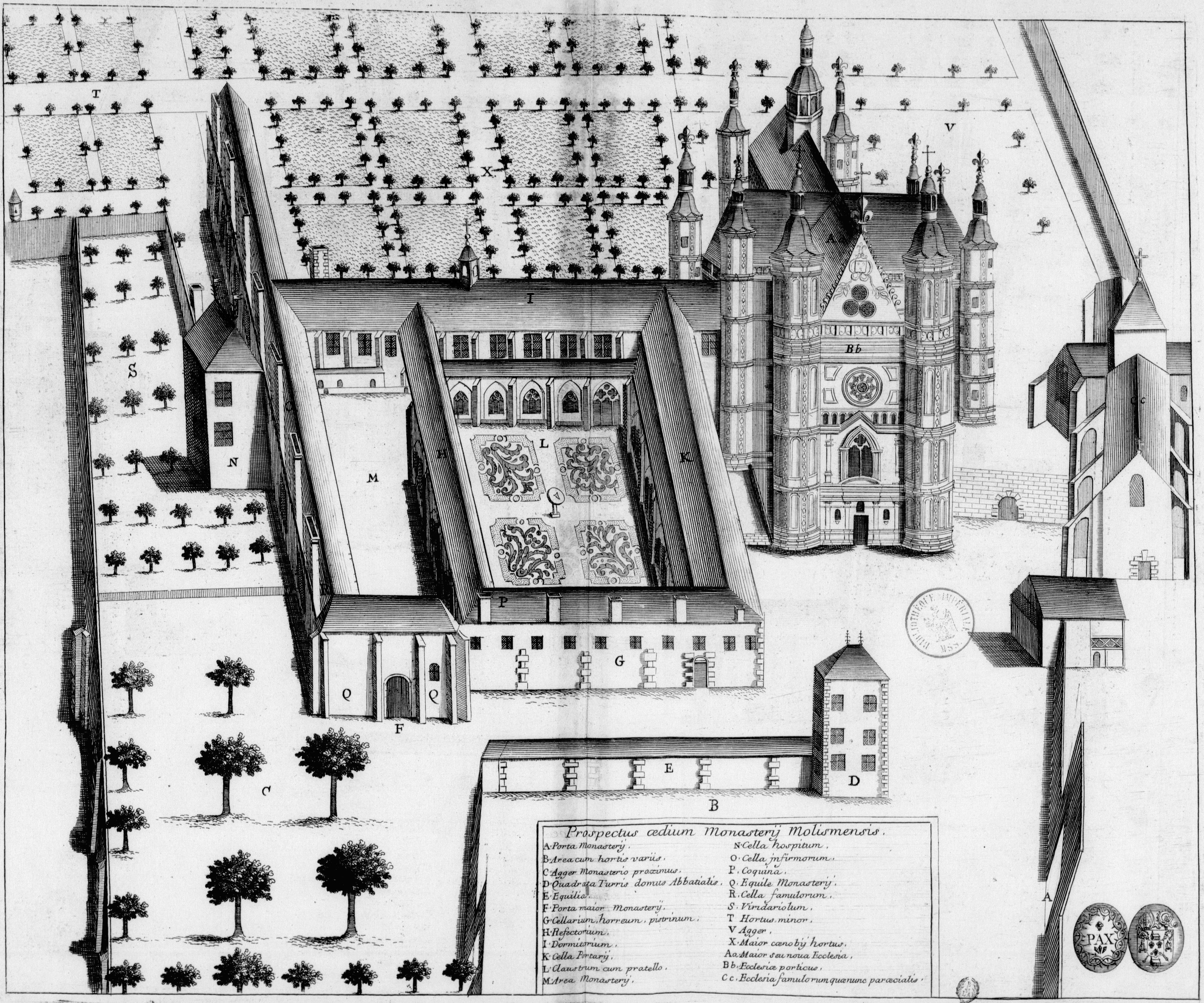
L'abbaye au XVII : l'église Sainte-Croix occupe le milieu du côté droit de l'image, à droite de l'abbatiale.

## Description

### Architecture
L'église est composée de cinq travées doubles avec bas côtés de dix travées qui nécessitent quatre arcs-boutants dans l'intervalle desquels se placent des contreforts.
Le chœur de l’église à chevet plat est de plan carré éclairé par de superbes vitraux. La corniche bourguignonne est du XIIIe siècle. La façade à clocher-porche a été refaite à la Restauration.

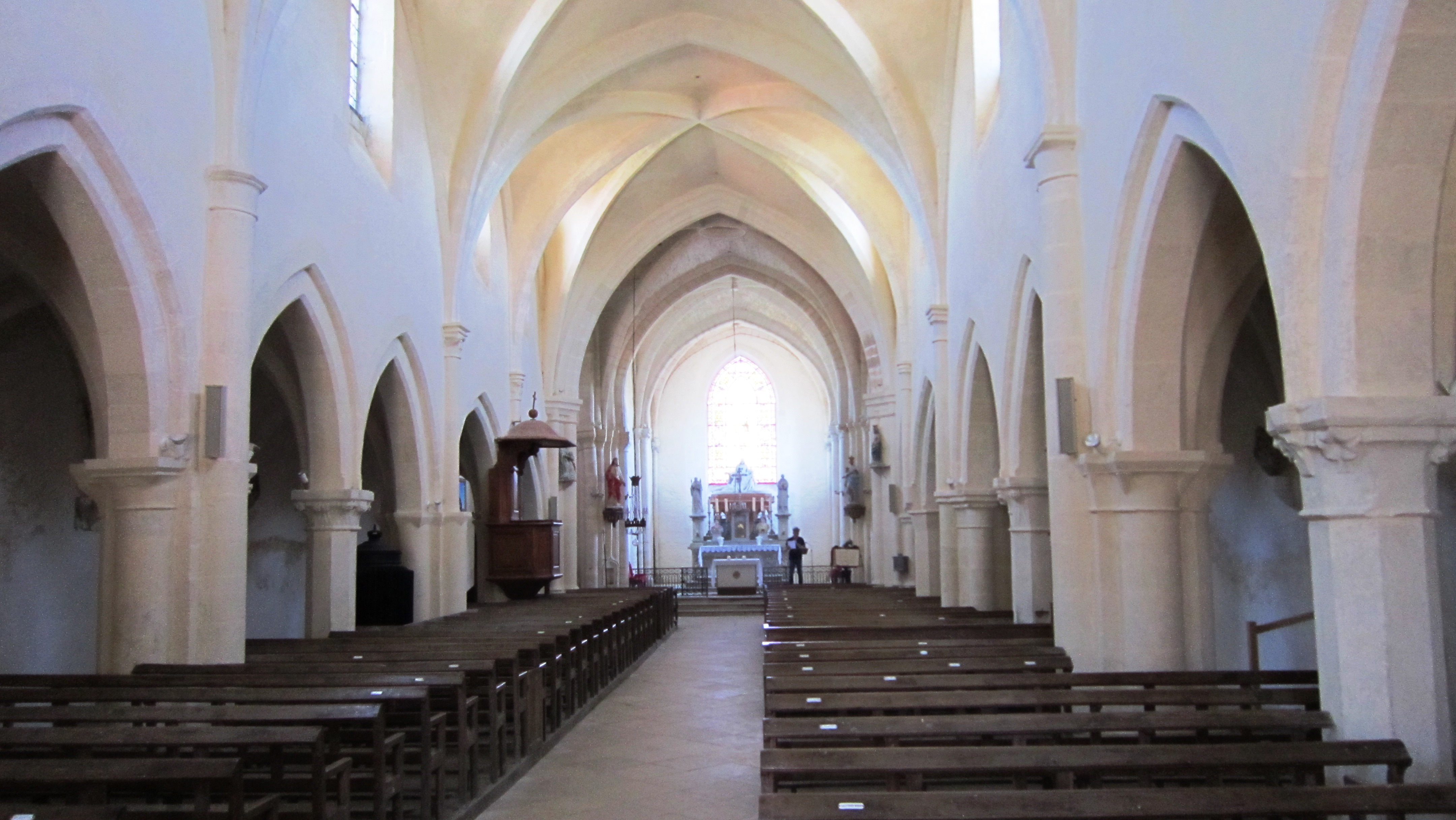
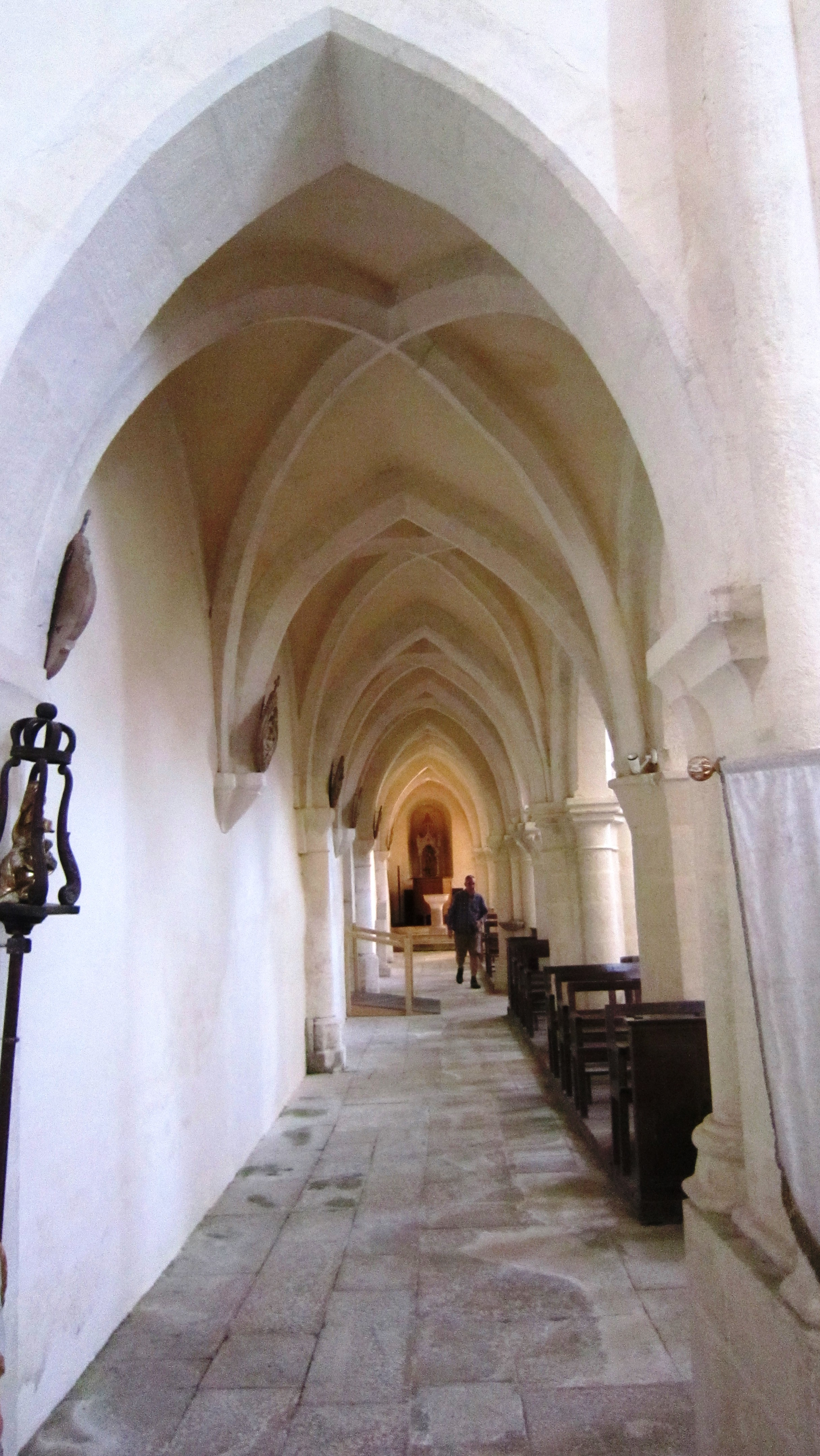
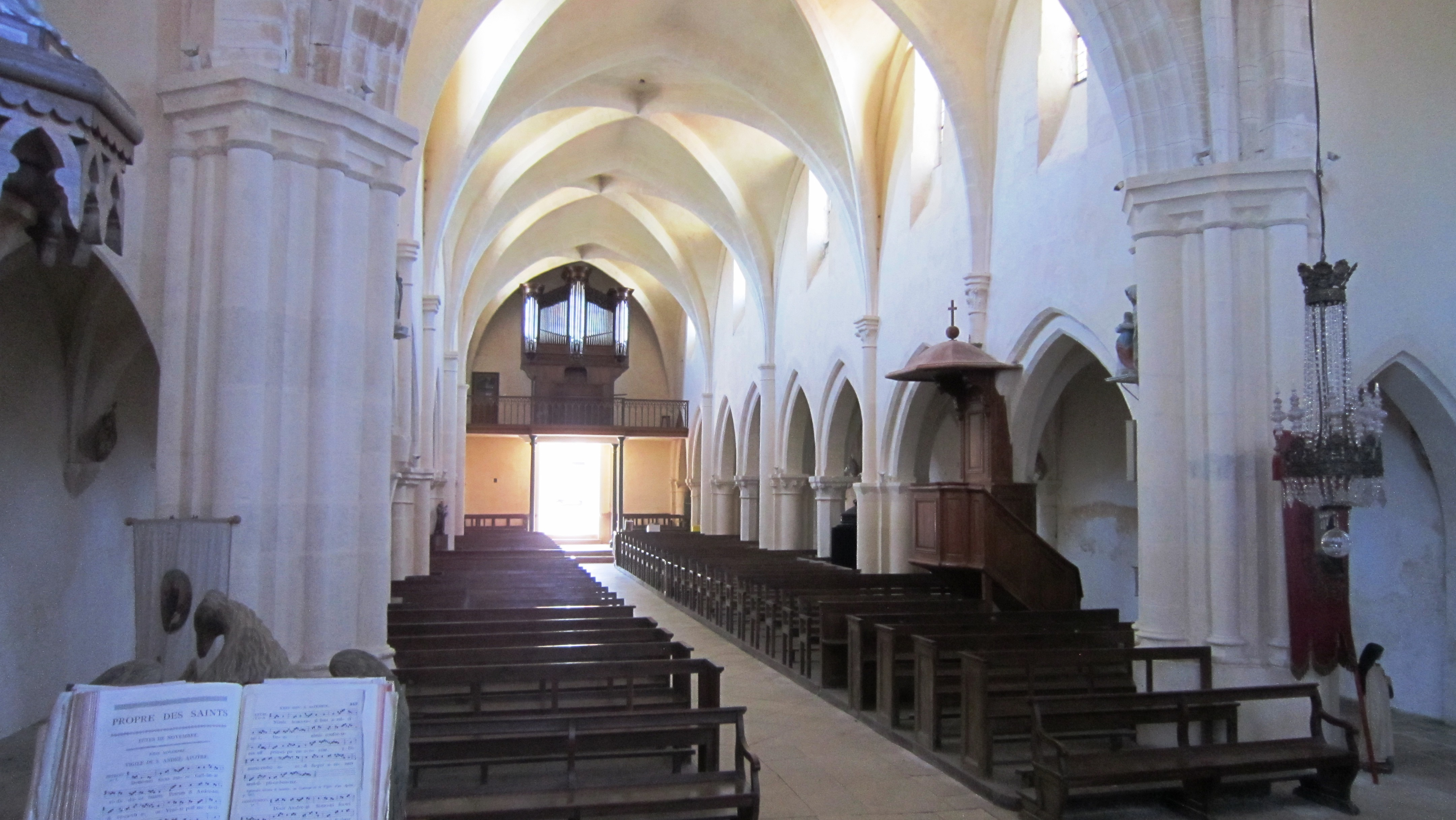

### Mobilier
- Très riche statuaire burgondo-champenoise : une Pietà offerte par la reine Marie-Amélie, Éducation de la Vierge XVIe siècle, sainte Catherine d'Alexandrie XVIIe siècle, Vierge à l'Enfant XVIIe siècle, Christ en croix XVIIIe siècle.
- Dans la nef un tableau de la seconde moitié du XVIIe siècle La Vierge et l'Enfant accompagnés de Saint Jean Baptiste, montrant sur sa droite la première abbatiale ; L'adoration des bergers XVIIIe siècle d'après Berrettini Pietro, dit Pierre de Cortone ; La déploration sur le Christ mort XVIIIe siècle.

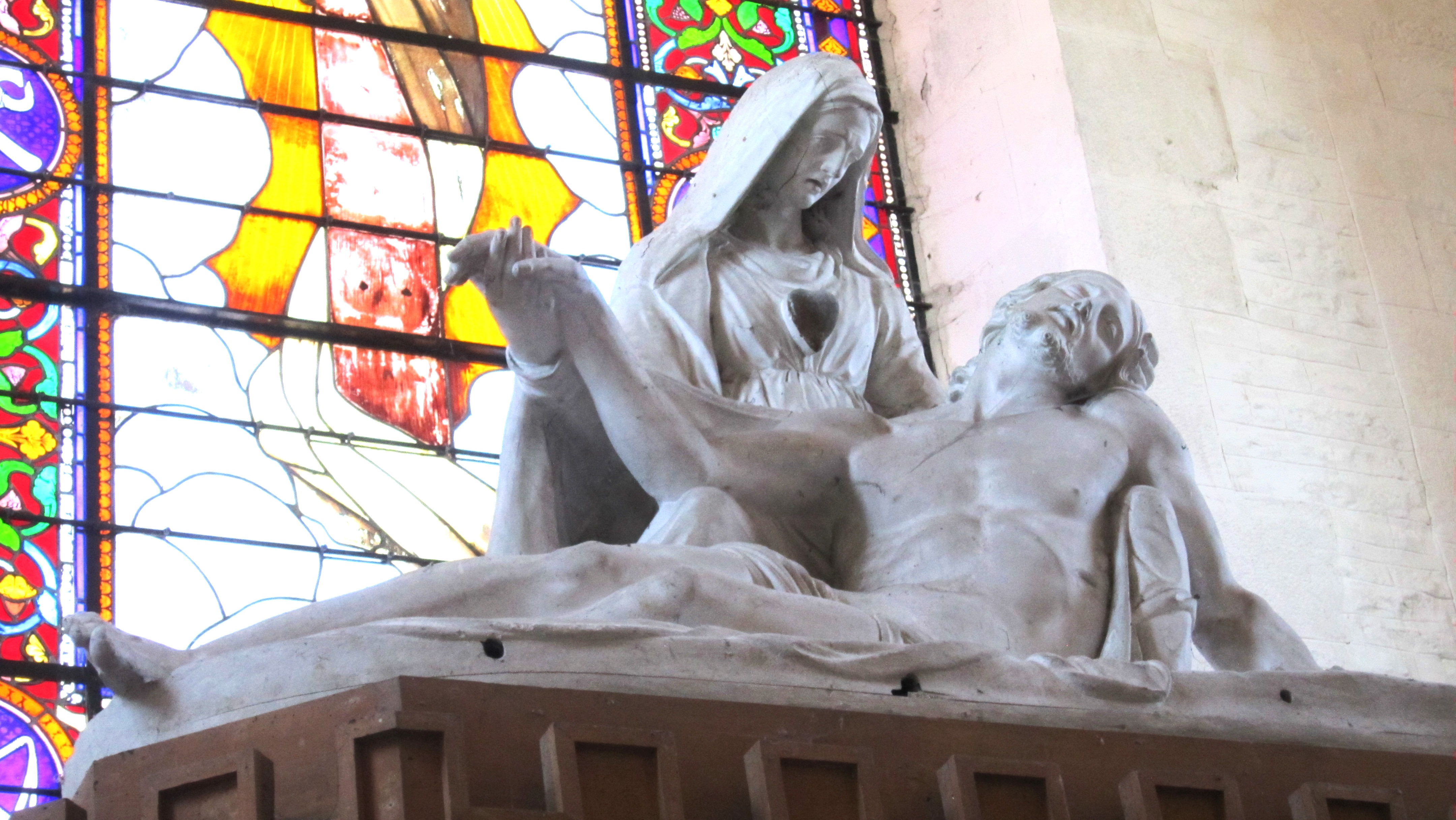
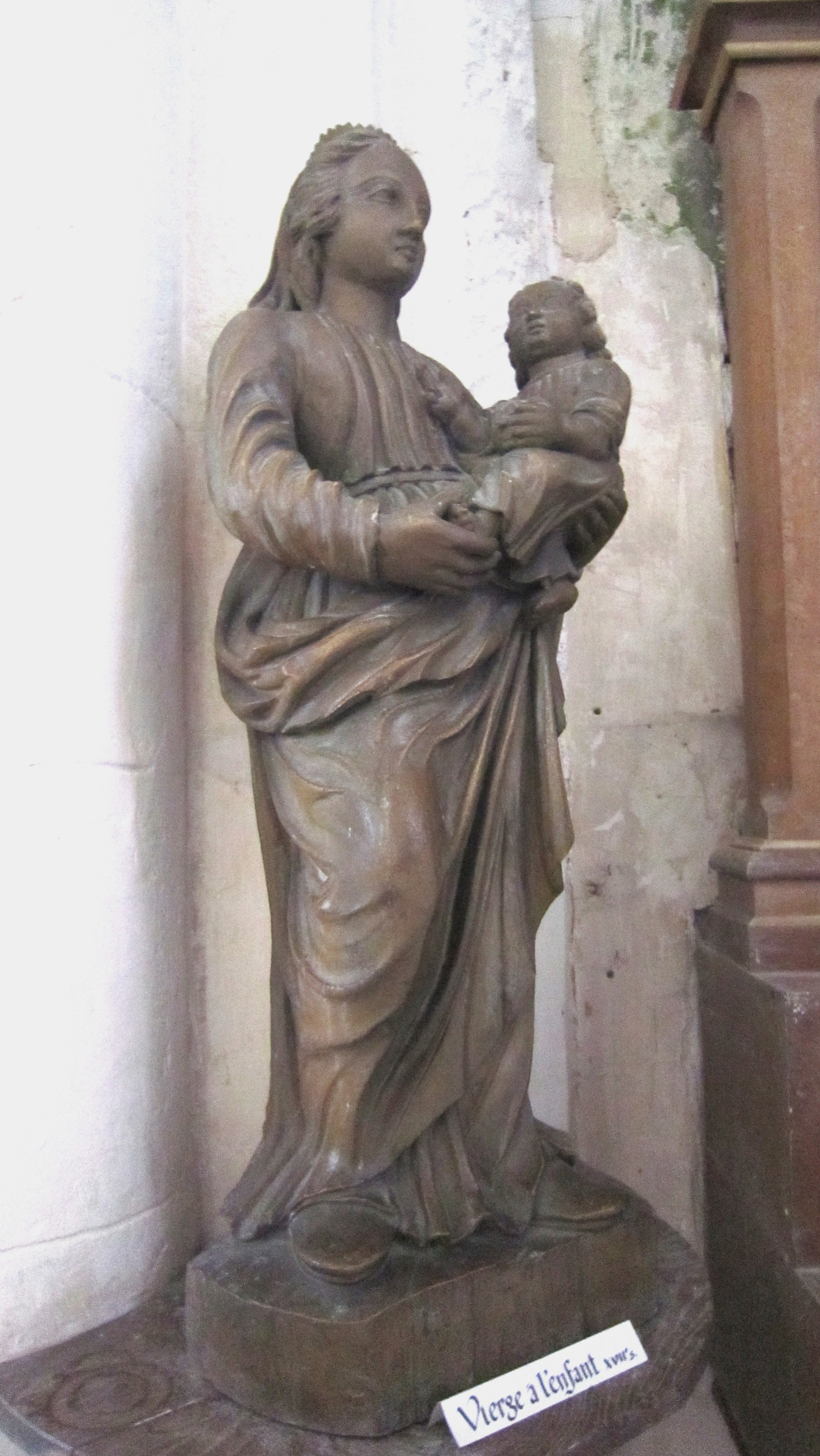
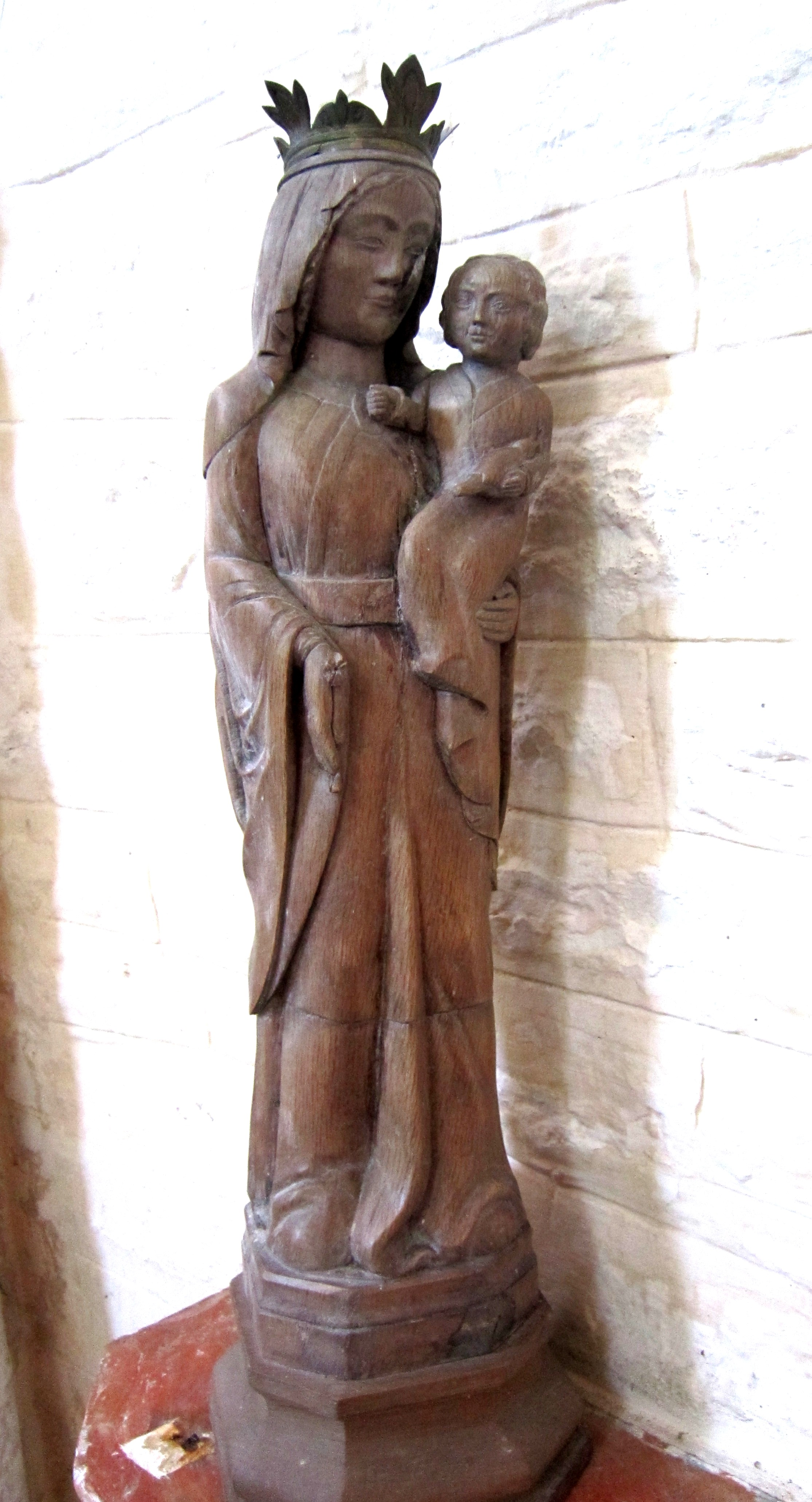
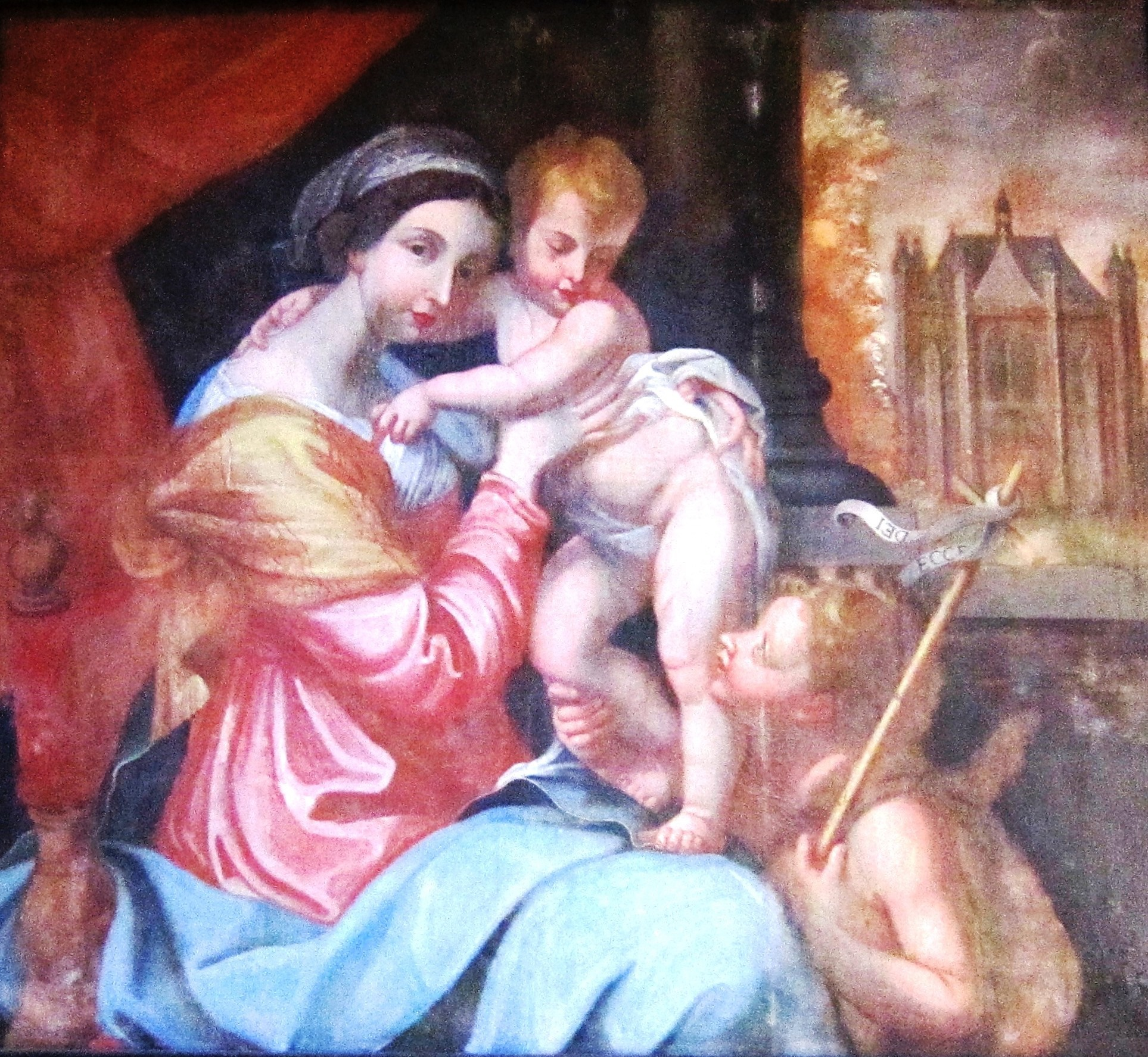

- Nombreux reliquaires dont les chasses moderne (XIXe siècle) et ancienne des reliques de Saint Robert.
- Bâton et bannières de processions.
- Dalles funéraires.
- Piscines et lavabo muraux[2].
- Orgue exceptionnel.
- Vitraux contemporains dessinés par Bertrand Vivin et réalisés dans les ateliers d’Aiserey du maître-verrier Pierre-Alain Parot consacrés aux quatre grands chefs d’ordre partis de Molesme : Robert de Molesme, Albéric, Etienne Harding et Bruno de Cologne.

## Protection
L'église Sainte-Croix est inscrite à l'inventaire des monuments historiques par arrêté du 18 août 1987.